# Divize E 2022/2023
Divize E 2022/2023 byla 32. ročníkem moravskoslezské Divize E, která je jednou ze skupin 4. nejvyšší soutěže ve fotbale v Česku. Tento ročník začal v pátek 5. srpna 2022 úvodními zápasy 1. kola a skončil v sobotu10. června 2023 utkáními 26. kola
Vítězný tým FK Kozlovice, FC Slavičín i FK Šternberk odmítly postup do MSFL. Žádné mužstvo z této skupiny v tomto ročníku nesestoupilo do příslušných krajských přeborů.

## Formát soutěže
V sezóně se utkalo 14 týmů každý s každým dvoukolovým systémem podzim–jaro.

## Změny proti předchozímu ročníku
- Z MSFL 2021/22 nesestoupila žádná mužstva.
- Do MSFL 2022/23 postoupilo mužstvo SK Hranice.
- Do Divize F 2022/2023 bylo přesunuto mužstvo TJ Valašské Meziříčí.
- Z předchozího ročníku sestoupilo mužstvo FC Strání.
- Z Divize D 2021/2022 bylo přesunuto mužstvo FC Zbrojovka Brno „B“.
- Z Přeboru Zlínského kraje 2021/22 postoupilo mužstvo SK Baťov a z Přeboru Olomouckého kraje 2021/22 postoupilo mužstvo FK Šternberk.

## Konečná tabulka
| Poř. | Tým                   | Z  | V  | R | P  | VG | OG | B  |
| ---- | --------------------- | -- | -- | - | -- | -- | -- | -- |
| 1.   | FK Kozlovice          | 26 | 18 | 3 | 5  | 51 | 24 | 57 |
| 2.   | FC TVD Slavičín       | 26 | 18 | 1 | 7  | 52 | 32 | 55 |
| 3.   | FK Šternberk (N)      | 26 | 15 | 7 | 4  | 57 | 26 | 52 |
| 4.   | FK Nové Sady          | 26 | 15 | 2 | 9  | 56 | 43 | 47 |
| 5.   | FC Zbrojovka Brno „B“ | 26 | 13 | 5 | 8  | 62 | 38 | 44 |
| 6.   | SK Baťov (N)          | 26 | 11 | 6 | 9  | 44 | 50 | 39 |
| 7.   | SFK ELKO Holešov      | 26 | 10 | 6 | 10 | 43 | 38 | 36 |
| 8.   | TJ Skaštice           | 26 | 10 | 2 | 14 | 43 | 49 | 32 |
| 9.   | FC Vsetín             | 26 | 8  | 6 | 12 | 32 | 37 | 30 |
| 10.  | TJ Slovan Bzenec      | 26 | 8  | 6 | 12 | 45 | 62 | 30 |
| 11.  | TJ Tatran Všechovice  | 26 | 8  | 4 | 14 | 53 | 65 | 28 |
| 12.  | FK Šumperk            | 26 | 8  | 4 | 14 | 33 | 49 | 28 |
| 13.  | 1. FC Viktorie Přerov | 26 | 6  | 5 | 15 | 32 | 57 | 23 |
| 14.  | 1. HFK Olomouc        | 26 | 4  | 3 | 19 | 25 | 58 | 15 |

- Z = Odehrané zápasy; V = Vítězství; R = Remízy; P = Prohry; VG = Vstřelené góly; OG = Obdržené góly; B = Body; (S) = Mužstvo sestoupivší z vyšší soutěže; (N) = Mužstvo postoupivší z nižší soutěže (nováček)